# Fensal
Fensal est une formation d'albédo sombre à la surface du satellite Titan de la planète Saturne.

## Caractéristiques
Fensal est centrée sur 5° de latitude nord et 30° de longitude ouest.

## Observation
Fensal a été découverte par les images transmises par la sonde Cassini.
Elle a reçu le nom d'un palais céleste dans la mythologie nordique.